# كلايف بارتون
كلايف بارتون (بالإنجليزية: Clive Barton) هو لاعب رماية أسترالي، ولد في 2 أكتوبر 1971.

## وصلات خارجية
- كلايف بارتون على موقع أوليمبيديا (الإنجليزية)
- كلايف بارتون على موقع اللجنة الأولمبية الأسترالية (الإنجليزية)
- كلايف بارتون على موقع اتحاد ألعاب الكومنولث (مؤرشف) (الإنجليزية)
- كلايف بارتون على موقع دورة ألعاب الكومنولث 2006 (مؤرشف) (الإنجليزية)